# William Wadé Harris

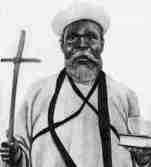
William Wadé Harris

William Wadé Harris (* 1850?; † 1929) war ein liberianischer Evangelist und Prophet, der als der „Schwarze Elias“ von Westafrika galt.

## Leben
William Wadé Harris Wury gehörte zum Volk der Grebo. Er wurde 1860 in Liberia geboren. Seine Familie bekannte sich zur traditionellen Religion. Er besuchte die Schule der methodistischen Mission und wurde in dieser Gemeinde getauft. Er war Staatsbediensteter, setzte sich dafür ein, dass sein unabhängiger Heimatstaat Liberia eine britische Kolonie werden solle, und hisste deshalb den Union Jack. Dies wurde ihm als Landesverrat vorgehalten und er wurde verhaftet.
Im Gefängnis, so berichtete William Wadé Harris, sei ihm zweimal, im August 1910 und im Januar 1912, der Erzengel Gabriel erschienen. Er habe ihm verkündet, dass er zum Propheten Gottes auserkoren sei, und ihn beauftragt, seinen afrikanischen Brüdern das Evangelium zu bringen. Im selben Jahr wurde er freigelassen.
William Wadé Harris verließ Liberia, begab sich in die Elfenbeinküste und begann dort 1913 mit der Mission. Er zog als Wanderprediger, Wunderheiler und Exorzist umher, kurzzeitig auch in Ghana. In der Elfenbeinküste hatte er großen Zulauf. Bis 1918 soll er dort 100.000 bis 120.000 Ivorer getauft haben. Wie zuverlässig eine solche Zahlenangaben ist, bleibt ungewisst. Sie spiegelt immerhin seine Missionsmethode. Denn William Wadé Harris taufte grundsätzlich sämtliche Einwohner eines Dorfes, um zu verhüten, dass ein Zusammenleben von Christen und Nichtgetauften den dörflichen Frieden gefährden könnte. Bemerkenswert ist, dass seine Mission dazu führte, dass sie nicht allein seiner Erweckungsbewegung zugutekam, sondern dass infolge der Predigten eines Afrikaners das Christentum insgesamt hohes Ansehen gewann und dass – vor allem in den küstennahen Landesteilen – zugleich die katholische Kirche wuchs, ebenso die protestantischen. Nachdem William Wadé Harris nach Liberia zurückgekehrt war, sucht ihn dort 1928, ein Jahr vor seinem Tod, einer seiner ivorischen Schüler, John Ahui, auf. William Wadé Harris überreichte ihm als Investitur eine Bibel und einen Kreuzstab, das Symbol der Legitimität, und erkor ihn insofern zu seinem Nachfolger.

## Nachleben
Aus der von William Wadé Harris ins Leben gerufenen Bewegung entstand die Harristenkirche in der französischen Kolonie Elfenbeinküste, die sich später auch über Liberia, Ghana und in Frankreich ausbreitete. Er schuf einen Kult, der christliche Elemente mit traditionellen Riten verbindet.